# Palaeopsis diaphanella
Palaeopsis diaphanella är en fjärilsart som beskrevs av George Francis Hampson 1893. Palaeopsis diaphanella ingår i släktet Palaeopsis och familjen björnspinnare. Inga underarter finns listade i Catalogue of Life.